# Liste der Bodendenkmale in Schnakenbek
In der Liste der Bodendenkmale in Schnakenbek sind die Bodendenkmale der Gemeinde Schnakenbek nach dem Stand der Bodendenkmalliste des Archäologischen Landesamts Schleswig-Holstein von 2016 aufgelistet. Die Baudenkmale sind in der Liste der Kulturdenkmale in Schnakenbek aufgeführt.
| Denkmal-ID           | Befundart           | Bezeichnung                                 | Zeitstellung                 | Lage | Bemerkungen | Bild |
| -------------------- | ------------------- | ------------------------------------------- | ---------------------------- | ---- | ----------- | ---- |
| aKD-ALSH-Nr. 000 585 | Befestigung > Burg  | Burg/Motte/Ringwall/Turmhügel „Ertheneburg“ | Mittelalter                  |      |             |      |
| aKD-ALSH-Nr. 000 586 | Grabmal > Grabhügel | Grabhügel                                   | Vor- und/oder Frühgeschichte |      |             |      |
| aKD-ALSH-Nr. 000 587 | Grabmal > Grabhügel | Grabhügel                                   | Vor- und/oder Frühgeschichte |      |             |      |
| aKD-ALSH-Nr. 000 588 | Grabmal > Grabhügel | Grabhügel                                   | Vor- und/oder Frühgeschichte |      |             |      |
| aKD-ALSH-Nr. 000 590 | Grabmal > Grabhügel | Grabhügel                                   | Vor- und/oder Frühgeschichte |      |             |      |
| aKD-ALSH-Nr. 000 591 | Grabmal > Grabhügel | Grabhügel                                   | Vor- und/oder Frühgeschichte |      |             |      |
| aKD-ALSH-Nr. 000 592 | Grabmal > Grabhügel | Grabhügel                                   | Vor- und/oder Frühgeschichte |      |             |      |
| aKD-ALSH-Nr. 000 593 | Grabmal > Grabhügel | Grabhügel                                   | Vor- und/oder Frühgeschichte |      |             |      |
| aKD-ALSH-Nr. 000 594 | Grabmal > Grabhügel | Grabhügel                                   | Vor- und/oder Frühgeschichte |      |             |      |
| aKD-ALSH-Nr. 000 595 | Grabmal > Grabhügel | Grabhügel                                   | Vor- und/oder Frühgeschichte |      |             |      |
| aKD-ALSH-Nr. 000 596 | Grabmal > Grabhügel | Grabhügel                                   | Vor- und/oder Frühgeschichte |      |             |      |
| aKD-ALSH-Nr. 000 597 | Grabmal > Grabhügel | Grabhügel                                   | Vor- und/oder Frühgeschichte |      |             |      |
| aKD-ALSH-Nr. 000 598 | Grabmal > Grabhügel | Grabhügel                                   | Vor- und/oder Frühgeschichte |      |             |      |
| aKD-ALSH-Nr. 000 599 | Grabmal > Grabhügel | Grabhügel                                   | Vor- und/oder Frühgeschichte |      |             |      |
| aKD-ALSH-Nr. 000 600 | Grabmal > Grabhügel | Grabhügel                                   | Vor- und/oder Frühgeschichte |      |             |      |
| aKD-ALSH-Nr. 000 601 | Grabmal > Grabhügel | Grabhügel                                   | Vor- und/oder Frühgeschichte |      |             |      |
| aKD-ALSH-Nr. 000 602 | Grabmal > Grabhügel | Grabhügel                                   | Vor- und/oder Frühgeschichte |      |             |      |
| aKD-ALSH-Nr. 000 603 | Grabmal > Grabhügel | Grabhügel                                   | Vor- und/oder Frühgeschichte |      |             |      |
| aKD-ALSH-Nr. 000 604 | Grabmal > Grabhügel | Grabhügel                                   | Vor- und/oder Frühgeschichte |      |             |      |
| aKD-ALSH-Nr. 000 605 | Grabmal > Grabhügel | Grabhügel                                   | Vor- und/oder Frühgeschichte |      |             |      |
| aKD-ALSH-Nr. 000 606 | Grabmal > Grabhügel | Grabhügel                                   | Vor- und/oder Frühgeschichte |      |             |      |
| aKD-ALSH-Nr. 000 607 | Grabmal > Grabhügel | Grabhügel                                   | Vor- und/oder Frühgeschichte |      |             |      |
| aKD-ALSH-Nr. 000 608 | Grabmal > Grabhügel | Grabhügel                                   | Vor- und/oder Frühgeschichte |      |             |      |
| aKD-ALSH-Nr. 000 609 | Grabmal > Grabhügel | Grabhügel                                   | Vor- und/oder Frühgeschichte |      |             |      |
| aKD-ALSH-Nr. 000 610 | Grabmal > Grabhügel | Grabhügel                                   | Vor- und/oder Frühgeschichte |      |             |      |
| aKD-ALSH-Nr. 000 611 | Grabmal > Grabhügel | Grabhügel                                   | Vor- und/oder Frühgeschichte |      |             |      |
| aKD-ALSH-Nr. 000 612 | Grabmal > Grabhügel | Grabhügel                                   | Vor- und/oder Frühgeschichte |      |             |      |
| aKD-ALSH-Nr. 000 613 | Grabmal > Grabhügel | Grabhügel                                   | Vor- und/oder Frühgeschichte |      |             |      |
| aKD-ALSH-Nr. 000 614 | Grabmal > Grabhügel | Grabhügel                                   | Vor- und/oder Frühgeschichte |      |             |      |
| aKD-ALSH-Nr. 000 615 | Grabmal > Grabhügel | Grabhügel                                   | Vor- und/oder Frühgeschichte |      |             |      |
| aKD-ALSH-Nr. 000 616 | Grabmal > Grabhügel | Grabhügel                                   | Vor- und/oder Frühgeschichte |      |             |      |
| aKD-ALSH-Nr. 000 617 | Grabmal > Grabhügel | Grabhügel                                   | Vor- und/oder Frühgeschichte |      |             |      |
| aKD-ALSH-Nr. 000 618 | Grabmal > Grabhügel | Grabhügel                                   | Vor- und/oder Frühgeschichte |      |             |      |
| aKD-ALSH-Nr. 000 619 | Grabmal > Grabhügel | Grabhügel                                   | Vor- und/oder Frühgeschichte |      |             |      |
| aKD-ALSH-Nr. 000 620 | Grabmal > Grabhügel | Grabhügel                                   | Vor- und/oder Frühgeschichte |      |             |      |
| aKD-ALSH-Nr. 000 621 | Grabmal > Grabhügel | Grabhügel                                   | Vor- und/oder Frühgeschichte |      |             |      |
| aKD-ALSH-Nr. 000 622 | Grabmal > Grabhügel | Grabhügel                                   | Vor- und/oder Frühgeschichte |      |             |      |
| aKD-ALSH-Nr. 000 623 | Grabmal > Grabhügel | Grabhügel                                   | Vor- und/oder Frühgeschichte |      |             |      |
| aKD-ALSH-Nr. 000 624 | Grabmal > Grabhügel | Grabhügel                                   | Vor- und/oder Frühgeschichte |      |             |      |
| aKD-ALSH-Nr. 000 625 | Grabmal > Grabhügel | Grabhügel                                   | Vor- und/oder Frühgeschichte |      |             |      |
| aKD-ALSH-Nr. 000 626 | Grabmal > Grabhügel | Grabhügel                                   | Vor- und/oder Frühgeschichte |      |             |      |
| aKD-ALSH-Nr. 000 627 | Grabmal > Grabhügel | Grabhügel                                   | Vor- und/oder Frühgeschichte |      |             |      |
| aKD-ALSH-Nr. 000 628 | Grabmal > Grabhügel | Grabhügel                                   | Vor- und/oder Frühgeschichte |      |             |      |
| aKD-ALSH-Nr. 000 629 | Grabmal > Grabhügel | Grabhügel                                   | Vor- und/oder Frühgeschichte |      |             |      |
| aKD-ALSH-Nr. 000 630 | Grabmal > Grabhügel | Grabhügel                                   | Vor- und/oder Frühgeschichte |      |             |      |
| aKD-ALSH-Nr. 000 631 | Grabmal > Grabhügel | Grabhügel                                   | Vor- und/oder Frühgeschichte |      |             |      |
| aKD-ALSH-Nr. 000 632 | Grabmal > Grabhügel | Grabhügel                                   | Vor- und/oder Frühgeschichte |      |             |      |
| aKD-ALSH-Nr. 000 634 | Grabmal > Grabhügel | Grabhügel                                   | Vor- und/oder Frühgeschichte |      |             |      |
| aKD-ALSH-Nr. 000 635 | Grabmal > Grabhügel | Grabhügel                                   | Vor- und/oder Frühgeschichte |      |             |      |
| aKD-ALSH-Nr. 000 636 | Grabmal > Grabhügel | Grabhügel                                   | Vor- und/oder Frühgeschichte |      |             |      |
| aKD-ALSH-Nr. 000 637 | Grabmal > Grabhügel | Grabhügel                                   | Vor- und/oder Frühgeschichte |      |             |      |
| aKD-ALSH-Nr. 000 638 | Grabmal > Grabhügel | Grabhügel                                   | Vor- und/oder Frühgeschichte |      |             |      |
| aKD-ALSH-Nr. 000 639 | Grabmal > Grabhügel | Grabhügel                                   | Vor- und/oder Frühgeschichte |      |             |      |
| aKD-ALSH-Nr. 000 640 | Grabmal > Grabhügel | Grabhügel                                   | Vor- und/oder Frühgeschichte |      |             |      |
| aKD-ALSH-Nr. 000 641 | Grabmal > Grabhügel | Grabhügel                                   | Vor- und/oder Frühgeschichte |      |             |      |
| aKD-ALSH-Nr. 001 028 | Grabmal > Grabhügel | Grabhügel                                   | Vor- und/oder Frühgeschichte |      |             |      |
| aKD-ALSH-Nr. 001 029 | Grabmal > Grabhügel | Grabhügel                                   | Vor- und/oder Frühgeschichte |      |             |      |
| aKD-ALSH-Nr. 001 030 | Grabmal > Grabhügel | Grabhügel                                   | Vor- und/oder Frühgeschichte |      |             |      |
| aKD-ALSH-Nr. 001 031 | Grabmal > Grabhügel | Grabhügel                                   | Vor- und/oder Frühgeschichte |      |             |      |
| aKD-ALSH-Nr. 001 032 | Grabmal > Grabhügel | Grabhügel                                   | Vor- und/oder Frühgeschichte |      |             |      |
| aKD-ALSH-Nr. 001 033 | Grabmal > Grabhügel | Grabhügel                                   | Vor- und/oder Frühgeschichte |      |             |      |
| aKD-ALSH-Nr. 001 034 | Grabmal > Grabhügel | Grabhügel                                   | Vor- und/oder Frühgeschichte |      |             |      |
| aKD-ALSH-Nr. 001 035 | Grabmal > Grabhügel | Grabhügel                                   | Vor- und/oder Frühgeschichte |      |             |      |
| aKD-ALSH-Nr. 001 036 | Grabmal > Grabhügel | Grabhügel                                   | Vor- und/oder Frühgeschichte |      |             |      |
| aKD-ALSH-Nr. 005 012 | Grabmal > Grabhügel | Grabhügel                                   | Vor- und/oder Frühgeschichte |      |             |      |
| aKD-ALSH-Nr. 005 013 | Grabmal > Grabhügel | Grabhügel                                   | Vor- und/oder Frühgeschichte |      |             |      |
| aKD-ALSH-Nr. 005 014 | Grabmal > Grabhügel | Grabhügel                                   | Vor- und/oder Frühgeschichte |      |             |      |
| aKD-ALSH-Nr. 005 015 | Grabmal > Grabhügel | Grabhügel                                   | Vor- und/oder Frühgeschichte |      |             |      |
| aKD-ALSH-Nr. 005 016 | Grabmal > Grabhügel | Grabhügel                                   | Vor- und/oder Frühgeschichte |      |             |      |
| aKD-ALSH-Nr. 005 017 | Grabmal > Grabhügel | Grabhügel                                   | Vor- und/oder Frühgeschichte |      |             |      |
| aKD-ALSH-Nr. 005 018 | Grabmal > Grabhügel | Grabhügel                                   | Vor- und/oder Frühgeschichte |      |             |      |
| aKD-ALSH-Nr. 005 019 | Grabmal > Grabhügel | Grabhügel                                   | Vor- und/oder Frühgeschichte |      |             |      |
| aKD-ALSH-Nr. 005 020 | Grabmal > Grabhügel | Grabhügel                                   | Vor- und/oder Frühgeschichte |      |             |      |